# University Heights, Iowa
University Heights är en ort i Johnson County i Iowa. Vid 2020 års folkräkning hade University Heights 1 228 invånare.